# 村越化石
村越 化石（むらこし かせき、1922年12月17日 - 2014年3月8日）は、静岡県藤枝市出身の俳人。本名は村越 英彦（むらこし ひでひこ）。ハンセン病とその後遺症と闘いながら句作を続け「魂の俳人」と呼ばれた。

## 経歴
静岡県志太郡朝比奈村（現：藤枝市岡部町）新舟（にゅうぶね）に生まれる。1938年、16歳のときハンセン病の罹患がわかり、旧制静岡県立志太中学校（現：静岡県立藤枝東高等学校）を退学、上京し治療に専念する。この時期に療友の勧めで俳句を知った。1941年に結婚、同年群馬県草津町湯之沢を経て、妻とともに同町の国立療養所栗生楽泉園に入園。同園の「栗の花句会」（のち高原俳句会となる）で、先輩俳人の浅香甲陽から俳句精神を学んだ。また新聞地方版への投句をきっかけに「化石」の俳号を用いるようになる。
1943年、各地の療養所で俳句指導をしていた「ホトトギス」の本田一杉（いっさん）の指導を受け、一杉の「鴫野」に入会。1949年、大野林火の句集『冬雁』に感銘を受け、林火の「濱」に入会、同人となる。翌年林火に境遇を打ち明け、年1回高原俳句会の指導を依頼する。またこのころには新薬のプロミンでハンセン病の治癒が可能となり、「最後のハンセン病患者」としての覚悟で句作に臨むようになった。1955年、プロミンの副作用で片目が見えなくなり、1970年には全盲となるも、旺盛な句作を続けるとともに高原俳句会の指導や合同句集の刊行にも尽力した。
角川俳句賞、俳人協会賞、蛇笏賞、山本健吉文学賞、紫綬褒章など受賞多数。句集に『獨眼』『山國抄』『端座』『八十八夜』など9冊。代表的な句に「除夜の湯に肌触れあへり生くるべし」「寒燈を消すとき母につながれり」「森に降る木の実を森の聞きゐたり」などがある。2002年には故郷藤枝市の道の駅玉露の里に句碑「望郷の目覚む八十八夜かな」が建立され、60年ぶりに帰郷し除幕式に立ち合った。同市ではこのころより化石の名を冠した「村越化石俳句大会」を開催している。2014年3月8日、老衰のため栗生楽泉園で死去。91歳没。

## 句集一覧
- 獨眼（1962年、琅玕洞）
- 山國抄（1974年、濱発行所）
- 端座（1982年、濱発行所）
- 筒鳥（1988年、濱発行所）
- 石と杖（1992年、濱発行所）
- 八十八夜（1997年、近代文芸社）
- 蛍袋（2003年、角川書店）
- 八十路（2007年、角川書店）
- 団扇（2010年、角川学芸出版社）
- 籠枕（2013年、文學の森）自選句集

## 受賞一覧
- 1958年 - 第4回角川俳句賞（「山間」50句により）
- 1974年 - 第14回俳人協会賞（『山國抄』により）
- 1983年 - 第17回蛇笏賞（『端座』により）
- 1989年 - 第4回詩歌文学館賞（『筒鳥』により）
- 1990年 - 第27回点字毎日文化賞
- 1991年 - 紫綬褒章
- 2008年 - 第8回山本健吉文学賞俳句部門（『八十路』により）

## 関連施設
- 藤枝市郷土博物館・文学館：静岡県藤枝市の博物館。文学館では藤枝ゆかりの文人（旧岡部町域を含む）について紹介・顕彰しており、村越の業績を展示している[2]。